# Armando II de Celje

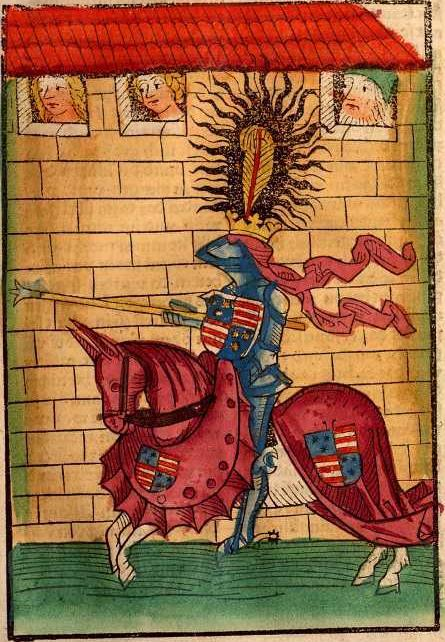
Conde Armando II de Celje. Ilustración en la Chronik des Konstanzer Konzils von Ulrich Richental, 1483.

Armando II (en esloveno: Herman; principios de la década de 1360 - 13 de octubre de 1435), conde de Celje, fue un príncipe y magnate estirio, notable por ser el fiel partidario y suegro del rey húngaro y emperador del Sacro Imperio Romano Germánico Segismundo de Luxemburgo. Su lealtad al rey le garantizó generosas concesiones de tierras y privilegios que lo llevaron a convertirse en el mayor terrateniente de Eslavonia. Fue gobernador de Carniola y dos veces ban de las provincias combinadas de Eslavonia, Croacia y Dalmacia, y fue reconocido por un tratado en 1427 como presunto heredero del Reino de Bosnia. El ascenso al poder de la Casa de Celje culminó con la obtención de la dignidad de príncipe del Sacro Imperio Romano Germánico. En la cúspide de su poder, controló dos tercios del territorio de Carniola, la mayor parte de la Baja Estiria y ejerció su poder sobre toda la Croacia medieval. Armando fue uno de los representantes más importantes de la Casa de Celje, habiendo llevado la dinastía desde su importancia regional al primer plano de la política centroeuropea.

## Biografía

### El suegro del rey húngaro
Armando II nació cerca de 1360 como hijo de Armando I de Celje (1332/1334-1385) y de la princesa bosnia Catalina Kotromanic. En 1392 heredó el título de Conde de Celje, y pronto fue a dar a la corte del rey Segismundo de Hungría. Lo acompañó en 1396 en la cruzada contra los turcos otomanos, participando en la desastrosa batalla de Nicópolis, de la cual consiguieron escapar. En 1399 obtuvo el título de Conde de Zagoria (comes Zagoriae) luego de que obtuvo en ese año la provincia húngara de Varasd otorgada por el rey Segismundo. A partir de 1401 se convierte en el político más influyente del reino húngaro, luego de que una facción de la nobleza apresase a Segismundo intentando sustituirlo por el rey Ladislao I de Nápoles, hijo del asesinado rey Carlos II de Hungría (1385-1386). Armando y Nicolás Garai el joven negociaron la liberación del rey, recibiendo a cambio cargos administrativos altos, y más importante aún, Segismundo tomó como esposa a la hija del conde, Bárbara de Celje. La otra hija de Armando, Ana de Celje, fue dada en matrimonio a Nicolás Garai el joven, quien fue nombrado Nádor de Hungría (1402-1433), quedando así emparentadas con el rey húngaro las dos familias aristocráticas. Armando como suegro de Segismundo se volvió su consejero más cercano y fue gobernador de la región de Croacia-Eslavonia entre 1406 y 1408. En 1408 el monarca fundó la Orden del Dragón, en la cual incluía a la alta nobleza húngara, haciéndole jurar lealtad a él y entre ellos; Armando y su hijo Federico estuvieron desde luego entre los primeros miembros fundadores.
Entre 1408 y 1423 Armando no ocupó ningún cargo administrativo, limitándose a permanecer junto a Segismundo, apoyándolo política y militarmente cuando fue necesario. En 1422 Armando se vio forzado a arrestar y a desheredar a su hijo mayor, Federico II de Celje, pues este asesinó a su esposa para poder casarse con su amante (sin embargo posteriormente recibió el perdón y fue restituida su herencia). En 1411 Segismundo fue nombrado rey germánico y le otorgó al condado de Celje los derechos de Principado independiente, el cual confirmó por escrito dos veces: el 1 de mayo de 1430 y antes de su muerte el 25 de septiembre de 1435.
En 1419, luego de que Segismundo regresase del Concilio de Constanza ordenó que su esposa Bárbara de Celje, se marchase del palacio de Buda y se fuese a la ciudad de Várad, pues no quería ni verla ni oírla, ya que se había enterado de algo terrible sobre su esposa (las crónicas no esclarecen de que se trataba, pero se presume que se pudiese haber tratado de adulterio). De esta manera, el rey no se encontró con su esposa por un largo tiempo, hasta que finalmente hizo las paces con ella. Luego de esto, Armando fue nombrado gobernador de la región de Eslavonia en 1423 (cargo administrativo que ocupó hasta su muerte en 1435). 
En 1425, Armando consiguió que Segismundo firmase una alianza en contra de los turcos otomanos con el rey Tvrtko II de Bosnia, pues la madre del conde de Celje era pariente cercana del monarca bosnio. El 2 de septiembre de 1426 el rey bosnio sin esposa y herederos nombró su heredero a su primo Armando, quien tenía casi 20 años más que él. Sin bien, Armando murió antes que Tvrtko, su hijo Federico II de Celje no renunció a sus pretensiones al trono bosnio. Tras la muerte del rey Tvrtko, Ulrico II de Celje, hijo de Federico reclamó el trono en 1443, pero no consiguió ascender al trono, pues el regente húngaro Juan Hunyadi, adversario del conde de Celje nombró como candidato a Esteban Tomás, hijo natural del rey Esteban Ostoja de Bosnia.
Armando murió en 1435, dos años antes que su yerno Segismundo.

### Matrimonio y descendencia
La esposa de Armando era Ana de Schaunberg (c. †1396), hija del conde Enrique VII de Schaunberg, con la cual se casó cerca de 1377. De su matrimonio nacieron 6 hijos, tres varones y tres hembras: Bárbara era la más pequeña, y perdió a su madre a muy temprana edad; Federico II de Celje, quien sucedió a su padre; Armando; Ana de Celje, quien se casó con Nicolás Garai el joven.